# Seven (песня Джонгука)
«Seven» — песня южнокорейского певца Джонгука, участника бой-бэнда BTS при участии американского рэпера Latto, выпущенная в качестве сингла 14 июля 2023 года лейблом Big Hit Music. Она вошла в дебютный студийный альбом Джонгука «Golden», который вышел 3 ноября 2023 года.
Песня дебютировала на вершине Billboard Hot 100 в Соединенных Штатах Америке Global 200, став первым номером Джонгука и Latto в этих чартах. Также набрала 900 миллионов прослушиваний на Spotify. В других странах песня попала в десятку лучших в Австралии, Канаде, Ирландии, Японии, Литве, Новой Зеландии, Южной Корее и Швейцарии.

## Релиз
29 июня 2023 года Big Hit Music объявили через Weverse, что сингл Джонгука «Seven» выйдет 14 июля 2023 года. До выхода цифрового сингла «Still with You» и «My You» были доступны на стриминговых сервисах, таких как Spotify и Apple Music, 3 июля 2023 года. Ранее обе песни были доступны только на SoundCloud или YouTube.7 июля были выпущены концептуальные фотографии и короткометражный фильм. За этим 13 июля последовал официальный тизер музыкального видео.
Танцевальный ремикс от шведского диджея Alesso был выпущен 25 августа 2023 года.

## Текст и композиция
«Seven», описываемая как «бодрящая летняя песня», была спродюсирована Эндрю Уоттом и Cirkut, которые написали её в соавторстве с Джоном Беллионом, Latto и Тероном Макиэлом Томасом. В музыкальном плане это поп песня в жанре UK garage со звуками акустической гитары и запоминающейся мелодией. Текст песни «Seven» — романтическая серенада о желании проводить каждое мгновение каждого дня со своим возлюбленным. Текст песни в откровенной версии выражает более сексуальное желание.

## Коммерческое исполнение
«Seven» дебютировала на вершине ежедневного глобального чарта Spotify с почти 16 миллионами стримов, записав наибольшее количество стримов в день открытия для исполнителя мужского пола и совместной работы в истории и крупнейший дебют в 2023 году. Джонгук стал первым К-поп исполнителем, занявшим первое место в американском чарте Spotify, и первым корейским сольным исполнителем, дебютировавшим на вершине мирового чарта.
В Японии «Seven» была доступна всего три дня назад и дебютировала на второй строчке в чарте Billboard Japan Hot 100 от 19 июля 2023 года, за период с 10 по 16 июля. Это была самая скачиваемая песня недели выпуска, дебютировавшая на первом месте в чарте component Download Songs с 39 170 проданными копиями, что более чем вдвое превышает продажи песни «Idol», занявшей второе место, Yoasobi (18 434 загрузки). Она также вошла в чарт component Streaming Songs под номером 14 с 4 608 696 потоками. Сингл вторую неделю подряд занимал второе место в Hot 100 (чарте от 26 июля) и разошелся тиражом ещё 12 656 экземпляров, став четвёртой по скачиваемости песней за период с 17 по 23 июля. Песня достигла второго места в чарте потокового вещания с 14 601 063 трансляциями, что в три раза больше, чем в первую неделю.
Сингл дебютировал на третьей строчке в UK Singles Chart, что стало самым высоким дебютом корейского сольного исполнителя за всю историю чарта. Джонгук превзошел рекорд, ранее установленный товарищем по группе Чимином, который несколькими месяцами ранее достиг восьмого места с «Like Crazy». Он также сравнялся с BTS за самый высокий дебютный сингл в чарте за все время; ранее группа дебютировала на третьей строчке с «Dynamite» в 2020 году и «Butter», «My Universe» в 2021 году.

### США
По данным Luminate, «Seven» получил 5,11 миллиона трансляций по запросу и продал более 34 000 цифровых копий в день премьеры (14 июля 2023 года) в Соединенных Штатах. В течение следующих трех дней она продолжала собирать более 2,5 миллионов стримов ежедневно, за первые четыре дня доступности было выпущено 13,7 миллиона стримов, и за это время было продано ещё 32 000 цифровых копий.
Сингл дебютировал на первой строчке в выпуске Billboard Hot 100 от 29 июля — 68—й дебют на первой строчке в истории чарта Billboard — с 21,9 миллионами просмотров, 6,4 миллионами зрителей в эфире и 153 000 проданных цифровых и CD синглов с 14 по 20 июля. Это была вторая самая продаваемая цифровая песня и четвёртая по популярности песня недели выпуска, также дебютировавшая под номерами 30 и 33 в чартах Adult Pop Airplay и Pop Airplay соответственно. «Seven» — первая песня Джонгука под номером один и топ-10 в Hot 100. Он является вторым участником BTS, занявшим первое место после Чимина, ранее сделавшего это с «Like Crazy» в апреле. Сингл также стал первым номером Latto в чарте; ранее она достигла третьего места с «Big Energy» в апреле 2022 года.
Уотт и Cirkut заняли десятый и второй первые места в Hot 100 соответственно как продюсеры; девятый и четвёртый первые места соответственно как сценаристы; в то время как для Беллион и Томаса это был их второй первый номер в качестве сценаристов, а для Latto — первый.
Джонгук и Latto также достигли новых вершин в the Artist 100, заняв пять и одиннадцать мест соответственно.

### По всему миру
«Seven» дебютировала на первой строчке номера Billboard Global 200 с 269 000 проданных скачиваний и 217,1 миллионами просмотров по всему миру с 14 по 20 июля 2023 года, чуть превзойдя «Flowers» Майли Сайрус (неделя с 4 февраля 2023 года), что стало самой большой неделей для песни сольного исполнителя с момента основания чарта. Она также заработала вторую по величине общую неделю стриминга за все время, уступая только «Butter» группы BTS, которая заработала 289,2 миллиона стримов за неделю, датированную 5 июня 2021 года.
Джонгук стал первым участником BTS, возглавившим мировой чарт в качестве сольного исполнителя, в то время как Latto также заняла свое первое место в рейтинге; ранее она достигла 32-го места с «Big Energy» в апреле 2022 года. Оба исполнителя одновременно дебютировали на вершине Global Excl. Американский чарт с 195,8 миллионами прослушиваний и 131 000 скачиваний, проданных на территориях за пределами США за тот же период, заработал их первое место и наивысшие пики в рейтинге.
Ранее Джонгук достиг второго места с «Left and Right» в июле 2022 года, в то время как Latto достиг 117-го места с «Big Energy» в мае 2022 года. Вторую неделю подряд возглавляя оба мировых чарта (выпуск от 5 августа), «Seven» заработал 152 балла.1 и 138,1 миллиона совокупных просмотров соответственно за период с 21 по 29 июля. Она провела третью неделю подряд на первом месте в обоих чартах (выпуск от 12 августа), с дополнительными 14 000 продажами и 124,3 миллионами просмотров, заработанных по всему миру, и 5000 продажами и 112,8 миллионами просмотров, заработанных за пределами США, за период с 28 июля по 3 августа. «Seven» — вторая песня 2023 года после «Flowers», дебютировавшая на первом месте в обоих мировых чартах и проведшая свой первый четыре недели (по состоянию на дату выпуска 19 августа) на вершине обоих рейтингов — «Flowers» провела свои первые шесть недель на первом месте. За четвертую неделю (период с 4 по 10 августа) было продано 4000 копий песни и она собрала 111,7 миллиона просмотров по всему миру. Она стала первой песней, за исключением Начало американского чарта, за четыре недели которого на территориях за пределами США было более 100 миллионов просмотров, заработав 101,9 миллиона просмотров и ещё 3000 продаж за тот же период.
Песня оставалась на первом месте в обоих мировых чартах (выпуски датированы 26 августа 2023 года) на пятой неделе своего существования, собрав 104,3 миллиона просмотров и 4000 продаж по всему миру, и 95,1 миллиона просмотров и 3000 продаж на территориях за пределами США, в период с 11 по 17 августа, став второй песней 2023 года после «Flowers», которая провела первые пять недель на вершине обоих чартов. На шестой неделе «Seven» сравнялась с «Flowers» в качестве единственной песни года, возглавившей мировой рейтинг (выпуск от 2 сентября) за первые шесть недель. За период с 18 по 24 августа она собрала 94,1 миллиона просмотров и разошлась тиражом 2000 копий по всему миру, а также заработала 85,8 миллиона просмотров и 2000 продаж за пределами США. «Seven» превзошла рекорд «Flowers» на следующей неделе, став первой песней 2023 года, возглавившей оба мировых чарта (выпуски датированы 9 сентября) за первые семь недель. За период с 25 по 31 августа она заработала ещё 97 миллионов стримов и 12 000 продаж по всему миру и 88,2 миллиона стримов и 8 000 продаж за пределами США. Она провела восьмую неделю подряд на вершине рейтинга, за исключением. Американский чарт (выпуск от 16 сентября) с 83,8 миллионами прослушиваний и 3000 продажами за период с 1 по 7 сентября, но его сменила песня Doja Cat «Paint the Town Red» в Global 200, заняв вместо неё вторую строчку чарта. В общей сложности «Seven» девять недель подряд занимала первое место в чарте, за исключением. Американский чарт, по состоянию на выпуск от 16 сентября, с 77,7 миллионами прослушиваний и 2000 продажами за период с 8 по 14 сентября, оставаясь на втором месте в Global 200.

## Награды
«Seven» получила четыре премии подряд за популярность с 24 июля по 14 августа 2023 года. Она достигла тройных побед на M Countdown, Inkigayo и Music Core, завоевав в общей сложности 12 призов за первое место на отечественных телевизионных музыкальных шоу.
7 сентября 2023 года Billboard опубликовал свой список из 10 самых популярных песен лета, составленный Luminate на основе данных о продажах и потоковой активности для Global 200 (выпуски чартов с 10 июня по 9 сентября). «Seven» занимала первое место в мире среди песен лета с Дня памяти по День труда. На следующей неделе она получила премию MTV Video Music Awards за песню лета. Позже в том же месяце «Seven» была номинирована в категории «Лучшее международное поп-видео» на британской премии «Музыкальное видео 2023 года» и за лучшую песню на MTV Europe Music Awards 2023 года.

### Премия музыкальной программы за песню «Seven»
| Программа        | Дата            |
| ---------------- | --------------- |
| M Countdown      | 20 июля 2023    |
| M Countdown      | 27 июля 2023    |
| Inkigayo         | 30 июля 2023    |
| Show Champion    | 2 августа 2023  |
| M Countdown      | 3 августа 2023  |
| Music Core       | 5 августа 2023  |
| Inkigayo         | 6 августа 2023  |
| Show Champion    | 9 августа 2023  |
| Inkigayo         | 13 августа 2023 |
| Show! Music Core | 26 августа 2023 |
| Show! Music Core | 2 сентября 2023 |
| Show! Music Core | 9 сентября 2023 |

### Мировые рекорды по исполнению песни «Seven»
| Организация             | Год  | Награда                                                                                                  |
| ----------------------- | ---- | --- |
| Книга рекордов Гиннесса | 2023 | Самый транслируемый трек на Spotify за одну неделю (мужской)                                             |
| Книга рекордов Гиннесса | 2023 | Самое быстрое время, за которое музыкальный трек достигает 100 миллионов просмотров на Spotify (мужчины) |

## Музыкальное видео
Параллельно с песней было выпущено музыкальное видео, снятое Брэдли и Пабло, в котором южнокорейская актриса Хан Со Хи играет девушку Джонгука. Видео, посвященное целой неделе (с отсылкой на текст песни), изображает Джонгука, комично пытающегося вернуть расположение Хан, часто к её раздражению.
Видео начинается с того, что Джонгук и Хан ссорятся в ресторане в понедельник, во время чего в результате землетрясения люстра падает с потолка на стол, а стены взрываются. Во вторник он свешивается из окна поезда, в котором она едет, чтобы спеть ей серенаду, и забирается на поезд, когда она пересаживается в другой вагон. В среду Джонгук пытается привлечь её внимание у затопленной прачечной самообслуживания, на что она сердито отвечает. В четверг его сбивает машина, когда он пытается подарить ей цветы. В пятницу Джонгук следует за ней во время ливня, кульминацией которого является то, что его уносит ветром. Latto появляется на похоронах Джонгука в субботу и в какой-то момент исполняет свой куплет на его гробу, прежде чем он внезапно воскресает и приветствует Со Хи. В воскресенье Джонгук поет ей, стоя на подвесной платформе. В конце видео, которое возвращается к ливню в пятницу, Хан в конце концов берет Джонгука за руку, и они вдвоем уходят под дождем.

## Живые выступления
Чонгук впервые исполнил «Seven» вживую в день её выхода, наряду с «Euphoria» и «Dynamite», в Центральном парке в рамках серии летних концертов Good Morning America. 20 июля он появился в живом лаундже выпуске BBC Radio 1 и исполнил эту песню в студии вместе с кавером на песню «Let There Be Love» группы Oasis. 21 июля он исполнил сингл на The One Show на открытой сцене рядом с рекой Темзой в Лондоне. Latto не присутствовала ни на одном из выступлений. Он исполнил сингл на SBS 's Inkigayo 30 июля. Джонгук стали хэдлайнером 2023 Global Citizen Festival 23 сентября в Нью-Йорке и исполнил «Seven», как часть сет-лист, в который вошли «Euphoria», «Still With You», а также песни BTS «Dynamite», «Butter» и «Permission to Dance».

## Список композиций
CD-сингл, загрузка в цифровом формате и потоковое вещание
1. «Seven» — 3:04
2. «Seven» (Explicit) — 3:04
3. «Seven» (Instrumental) — 3:04

Цифровой мини-альбом (версия для буднего дня)
1. «Seven» — 3:04
2. «Seven» (Explicit) — 3:04
3. «Seven» (Instrumental) — 3:04
4. «Seven» (Summer Mix) — 3:11
5. «Seven» (Band version) — 3:09

Цифровой мини-альбом (версия выходного дня)
1. «Seven» (Clean) — 3:04
2. «Seven» (Explicit) — 3:04
3. «Seven» (Instrumental) — 3:04
4. «Seven» (Island Mix) — 3:06
5. «Seven» (Nightfall Mix) — 2:57
6. «Seven» (Festival Mix) — 3:00
7. «Seven» (Lo-fi Mix) — 3:21

Alesso Remix EP
1. «Seven» (Clean) — 3:04
2. «Seven» (Explicit) — 3:04
3. «Seven» (Instrumental) — 3:04
4. «Seven» (Alesso Remix) — 2:42

## Чарты

### Еженедельные чарты
Выступление «Seven» в еженедельном чарте:
| Страна                   | Чарты (2023)                       | Пиковая позиция      |
| ------------------------ | ---------------------------------- | -------------------- |
| Аргентина                | Argentina Hot 100                  | 32                   |
| Австралия                | ARIA                               | 2                    |
| Австрия                  | Ö3 Austria Top 40                  | 9                    |
| Бельгия                  | Billboard                          | 19                   |
| Боливия                  | Billboard                          | 4                    |
| Боливия                  | Monitor Latino                     | 9                    |
| Бразилия                 | Brasil Hot 100                     | 49                   |
| Канада                   | Canadian Hot 100                   | 5                    |
| Канада                   | CHR/Top 40 (Billboard)             | 27                   |
| Канада                   | Hot AC (Billboard)                 | 32                   |
| Чили                     | Billboard                          | 13                   |
| Колумбия                 | Billboard                          | 10                   |
| Колумбия                 | Promúsica                          | 5                    |
| Хорватия                 | Billboard                          | 21                   |
| Хорватия                 | HRT                                | 44                   |
| Чехия                    | Rádio — Top 100                    | 41                   |
| Чехия                    | Singles Digitál Top 100            | 31                   |
| Доминиканская республика | SODINPRO                           | 4                    |
| Эквадор                  | Billboard                          | 7                    |
| Эквадор                  | Monitor Latino                     | 17                   |
| Сальвадор                | Monitor Latino                     | 16                   |
| Франция                  | SNEP                               | 12                   |
| Германия                 | Official German Charts             | 12                   |
| Global 200               | Billboard                          | 1                    |
| Греция                   | IFPI                               | 5 (Explicit version) |
| Греция                   | IFPI                               | 30 (Clean version)   |
| Гонконг                  | Billboard                          | 1                    |
| Венгрия                  | Single Top 40                      | 13                   |
| Индия                    | Billboard                          | 3                    |
| Индия                    | IMI                                | 1                    |
| Индонезия                | Billboard                          | 1                    |
| Ирландия                 | IRMA                               | 7                    |
| Израиль                  | The international chart            | 5                    |
| Италия                   | FIMI                               | 66                   |
| Япония                   | Japan Hot 100                      | 2                    |
| Япония                   | Oricon                             | 2                    |
| Латвия                   | EHR                                | 9                    |
| Латвия                   | LAIPA                              | 1                    |
| Латвия                   | LAIPA (Airplay)                    | 8                    |
| Греция                   | IFPI                               | 5 (Explicit version) |
| Греция                   | IFPI                               | 30 (Clean version)   |
| Гонконг                  | Billboard                          | 1                    |
| Венгрия                  | Single Top 40                      | 13                   |
| Индия                    | Billboard                          | 3                    |
| Индия                    | IMI                                | 1                    |
| Индонезия                | Billboard                          | 1                    |
| Ирландия                 | IRMA                               | 7                    |
| Израиль                  | The international chart            | 5                    |
| Италия                   | FIMI                               | 66                   |
| Япония                   | Japan Hot 100                      | 2                    |
| Япония                   | Oricon                             | 2                    |
| Латвия                   | EHR                                | 9                    |
| Латвия                   | LAIPA                              | 1                    |
| Литва                    | AGATA                              | 3                    |
| Люксембург               | Billboard                          | 5                    |
| Малайзия                 | Billboard                          | 1                    |
| Малайзия                 | RIM                                | 1                    |
| MENA                     | IFPI                               | 1                    |
| Мексика                  | Billboard                          | 19                   |
| Нидерланды               | Single Top 100                     | 31                   |
| Нидерланды               | Tipparade                          | 22                   |
| Новая Зеландия           | Recorded Music NZ                  | 2                    |
| Северная Африка          | IFPI                               | 6                    |
| Нигерия                  | TurnTable Top 100                  | 54                   |
| Панама                   | Monitor Latino                     | 5                    |
| Панама                   | PRODUCE                            | 6                    |
| Парагвай                 | Monitor Latino                     | 3                    |
| Перу                     | Billboard                          | 2                    |
| Филиппины                | Billboard                          | 1                    |
| Польша                   | Polish Streaming Top 100           | 13                   |
| Португалия               | AFP                                | 7                    |
| Румыния                  | Billboard                          | 9                    |
| Саудовская Аравия        | IFPI                               | 8                    |
| Сингапур                 | RIAS                               | 1                    |
| Словакия                 | Singles Digitál Top 100            | 35                   |
| Южная Африка             | Billboard                          | 11                   |
| Южная Корея              | Circle (Clean version)             | 2                    |
| Южная Корея              | Circle (Explicit version)          | 47                   |
| Южная Корея              | Billboard                          | 1                    |
| Испания                  | PROMUSICAE                         | 61                   |
| Швеция                   | Sverigetopplistan                  | 48                   |
| Швейцария                | Schweizer Hitparade                | 7                    |
| Тайвань                  | Billboard                          | 1                    |
| Турция                   | Billboard                          | 24                   |
| ОАЭ                      | IFPI                               | 5                    |
| Великобритания           | OCC                                | 3                    |
| Уругвай                  | Monitor Latino                     | 16                   |
| США                      | Billboard Hot 100                  | 1                    |
| США                      | Billboard (Adult Top 40)           | 19                   |
| США                      | Billboard (Dance/Mix Show Airplay) | 20                   |
| США                      | Billboard (Mainstream Top 40)      | 17                   |
| Венесуэла                | Record Report                      | 32                   |
| Вьетнам                  | Vietnam Hot 100                    | 1                    |

### Месячные чарты
Ежемесячный хит-парад «Seven»:
| Страна      | Чарты (2023)              | Пиковая позиция |
| ----------- | ------------------------- | --------------- |
| Бразилия    | Pro-Música Brasil         | 48              |
| Парагвай    | SGP                       | 18              |
| Южная Корея | Circle (Clean version)    | 3               |
| Южная Корея | Circle (Explicit version) | 85              |

## Сертификаты
Сертификаты для «Seven»:
| Страна                | Сертификация | Сертифицированные единицы/продажи |
| --------------------- | ------------ | --------------------------------- |
| Канада (Music Canada) | Платиновый   | 80,000‡                           |
| Новая Зеландия (RMNZ) | Золото       | 15,000‡                           |

- ‡ Данные о продажах и потоковой передаче основаны только на сертификации.